# Octobre 1838

## Événements
- 2 octobre, France : Paul Gavarni, Alphonse de Lamartine et Honoré de Balzac unissent leurs efforts pour défendre Sébastien-Benoît Peytel, accusé du meurtre de sa femme.

- 11 octobre : Alphonse de Lamartine (discours à la Chambre) : « Le passé vous étant fermé, il vous fallait une idée nouvelle. Il ne faut pas vous figurer, Messieurs… que tout le monde est fatigué comme nous et craint le moindre mouvement. Les générations qui grandissent derrière nous ne sont pas lasses, elles veulent agir et se fatiguer à leur tour. Quelle action leur avez-vous donnée ? La France est une nation qui s'ennuie. »

- 14 octobre : Louis-Napoléon Bonaparte quitte la Suisse pour l’Angleterre via l’Allemagne.

- 24 octobre :
  - Le président Oribe est renversé en Uruguay. Rivera, chef des colorados (libéraux) prend le pouvoir au détriment des blancos (conservateurs). Avec le soutien de l’Argentine de Rosas, Oribe entreprend la Guerra Grande (1839-1851).
  - Louis-Napoléon Bonaparte arrive à Londres accompagné de sept de ses plus proches fidèles, parmi lesquels Persigny.

- 25 octobre, France : Victor Hugo cède pour dix ans la propriété de son œuvre jusqu'ici publiée, c'est-à-dire 22 volumes à quoi s'ajoutent deux ouvrages inédits, le tout accompagné d'un droit d'option pour les livres futurs, à la Société en commandite pour l'exploitation des œuvres de Victor Hugo sous la raison sociale Duriez et Cie ». En échange, Victor Hugo recevra 300 000 francs desquels 180 000 francs lui seront versés au comptant, le solde couvrant quatre annuités successives payables à partir de 1840. La société se compose de Delloye éditeur, Duriez gérant, Cornuau marchand de papier, Blanchet et Kléber fabricants de papiers, Gaillard et Rampin banquiers.

## Naissances
- 4 octobre : Joseph-Élie Méric, ecclésiastique français († 1905)
- 6 octobre : Giuseppe Cesare Abba, écrivain italien († 6 novembre 1910).
- 25 octobre : Georges Bizet, compositeur français († 1875).